# داداب
داداب (به لاتین: Dadaab) یک شهر در کنیا است که در گاریسا کانتی واقع شده‌است. داداب ~۲۵۶٬۸۶۸ نفر جمعیت دارد.